# Pringle (Pennsilvània)
Pringle és una població dels Estats Units a l'estat de Pennsilvània. Segons el cens del 2000 tenia 991 habitants.

## Demografia
Segons el cens del 2000, Pringle tenia 991 habitants, 432 habitatges, i 280 famílies. La densitat de població era de 814,1 habitants/km².
Dels 432 habitatges en un 23,8% hi vivien nens de menys de 18 anys, en un 46,8% hi vivien parelles casades, en un 13,2% dones solteres, i en un 35% no eren unitats familiars. En el 32,2% dels habitatges hi vivien persones soles el 17,1% de les quals corresponia a persones de 65 anys o més que vivien soles. El nombre mitjà de persones vivint en cada habitatge era de 2,29 i el nombre mitjà de persones que vivien en cada família era de 2,89.
Per edats la població es repartia de la següent manera: un 19,7% tenia menys de 18 anys, un 6,7% entre 18 i 24, un 25,9% entre 25 i 44, un 26,8% de 45 a 60 i un 20,9% 65 anys o més.
L'edat mediana era de 44 anys. Per cada 100 dones de 18 o més anys hi havia 91,3 homes.
La renda mediana per habitatge era de 31.793 $ i la renda mediana per família de 43.750 $. Els homes tenien una renda mediana de 26.801 $ mentre que les dones 23.500 $. La renda per capita de la població era de 19.108 $. Entorn del 8% de les famílies i el 9,2% de la població estaven per davall del llindar de pobresa.

## Poblacions més properes
El següent diagrama mostra les poblacions més properes.